# Кјеза Нуова (Ферара)
Кјеза Нуова је насеље у Италији у округу Ферара, региону Емилија-Ромања.
Према процени из 2011. у насељу је живело 270 становника. Насеље се налази на надморској висини од 12 м.